# St John’s College (Cambridge)
St John’s College – jedno z kolegiów (ang. colleges) wchodzących w skład Uniwersytetu Cambridge.

## Historia
Kolegium St John’s powstało w roku 1511. Pomysłodawcą przekształcenia istniejącego od roku 1134 szpitala pw. św. Jana Ewangelisty w Cambridge w kolegium uniwersyteckie był Jan Fisher, biskup Rochester, kapelan Małgorzaty Beaufort, hrabiny Richmond i Derby. Za jego namową zdecydowała się ona sfinansować przedsięwzięcie. Chociaż przygotowania do przekształcenia szpitala w kolegium zakłóciła śmierć hrabiny w 1509 roku, Fisher dopilnował jego ostatecznej realizacji. 9 kwietnia 1511 wydany został akt fundacji Kolegium, a jego pierwszym rektorem (Master) ustanowiono Roberta Shortona. Pod jego kierunkiem prowadzono budowę St John’s i rozpoczęto rekrutację jego członków. Kolegium zostało otwarte 29 lipca 1516 roku przez jego drugiego rektora – Alana Percy’ego. Budowa ciągnęła się jeszcze do roku 1520. W międzyczasie król Henryk VIII jako spadkobierca, Małgorzaty Beaufort, znacznie ograniczył środki przeznaczone przez nią w ostatniej woli na uposażenie i dalsze utrzymanie Kolegium, do jakich rościło sobie ono pretensje. Od tego czasu monarcha został w St John’s otoczony legendą tego, który okradł Kolegium, choć w istocie jedynie wypełnił, z korzyścią dla siebie, ale bardzo ściśle, zapisy testamentu .
Rektor St John’s z lat 1518–1537 , Nicholas Metcalfe, zasłużył się w historii Kolegium podniesieniem na bardzo wysoki poziom nauczania, zwłaszcza klasycznej greki. Sukces ten, wynikający z właściwego doboru kadry, a nie z zamożności St John’s, nie uchronił jednak Metcalfe’a przed odwołaniem z funkcji, czego przyczyną było jego wytrwanie przy katolicyzmie. Przez całe następne stulecie Kolegium było polem sporów religijnych i politycznych, za które płacili stanowiskami kolejni rektorzy i w które często włączały się władze. Andrew Perne, rektor kolegium Peterhouse z drugiej połowy XVI wieku, określił ówczesnych członków St John’s College, jako „przebiegłych praktyków w sztuce pozbywania się niepopularnego szefa”. W tym okresie St John’s było, obok Christ’s College, jednym z dwóch kolegiów najbardziej zaangażowanych w krzewienie purytanizmu. Religijny i polityczny ekstremizm członków kolegium pociągał za sobą ostre reakcje zmieniających się władz: restaurująca katolicyzm Maria I wydaliła z Kolegium kilkunastu jego protestanckich członków, którzy powrócili wraz z objęciem panowania przez zwalczającą katolicyzm Elżbietę I. Z kolei rojalistyczne sympatie członków kolegium zostały ukarane przez stronników Parlamentu podczas angielskiej wojny domowej pozbawieniem urzędu i aresztowaniem w roku 1644 rektora, wydaleniem 29 wykładowców i przekształceniem Pierwszego Dziedzińca kolegium w więzienie dla „szczególnie złośliwych” członków władz Uniwersytetu. W trakcie wojennego zamieszania Kolegium została kilkukrotnie złupione – straciło między innymi cenną kolekcję srebrnych monet i medali.
Pomimo tych wydarzeń poziom nauczania w kolegium był nadal wysoki, a jego popularność wzrosła – przez niemal cały wiek XVIII liczba studentów w St John’s była największa spośród wszystkich kolegiów Uniwersytetu. Cechą charakterystyczną St John’s College było w tamtym czasie przyjmowanie stosunkowo dużej liczby najuboższych studentów, choć stopniowo ich odsetek malał: od około ½ w latach 1630–1639 do około 1/5 w latach 1792–1802 .
W roku 1765 w St John’s College wprowadzono obowiązkowe egzaminy przeprowadzane dwa razy w roku, co zdecydowanie podniosło poziom nauczania (wcześniej przeprowadzano jedynie egzaminy wstępne i końcowe). W latach 1765–1767 na zachodniej wieży Drugiego Dziedzińca urządzono obserwatorium astronomiczne, a w roku 1853 stworzono laboratorium chemiczne. W roku 1820 zniesiono zawarty w statucie Kolegium przepis przypisujący miejsca wśród członków Kolegium do konkretnych hrabstw i miejscowości, co pozwoliło na podniesienie poziomu kadry naukowej. W roku 1882 nowy statut Kolegium zniósł dotychczasowy obowiązek wstępowania jego członków do stanu duchownego i zachowywania celibatu. W roku 1927 przyjęty został kolejny, obowiązujący do dzisiaj statut Kolegium.
W roku 1981 po raz pierwszy członkiem Kolegium została kobieta, przyjęto też wówczas 9 studentek studiów doktoranckich. Od roku 1982 przyjmowane są studentki studiów licencjackich .

## Współczesność
Działalność kolegium służy realizacji celów w czterech obszarach: kształcenia, religii, przekazywania wiedzy i badań naukowych.
W roku akademickim 2016/17 St John’s kształciło 805 studentów: 619 na studiach licencjackich, 54 na studiach magisterskich i 132 na doktoranckich .
Roczne koszta utrzymania Kolegium wyniosły w 2015 roku 36,81 mln £, a przychód – 35,01 mln £. Wartość należących do St John’s College inwestycji – nieruchomości i papierów wartościowych – wynosiła w tymże roku 689,62 mln £ .
Według rankingu Tompkins Table szeregującego kolegia Uniwersytetu w Cambridge według wyników uzyskiwanych od roku 1997 na egzaminach przez ich członków będących studentami studiów licencjackich, St John’s zajęło w 2016 roku 5. miejsce – 29,8% jego studentów uzyskało najwyższe noty (Firsts) . Najwyższą – 4. – pozycję Kolegium zajęło w latach 2000 i 2001, a średnia zajmowana pozycja to 12,5.
9 uczonych mających związki z St John’s College otrzymało Nagrodę Nobla (w tym jeden dwukrotnie):
| Noblista               | Dziedzina               | Rok         |
| ---------------------- | ----------------------- | ----------- |
| Paul Dirac             | Fizyka                  | 1933        |
| Edward Victor Appleton | Fizyka                  | 1947        |
| John Douglas Cockcroft | Fizyka                  | 1951        |
| Frederick Sanger       | Chemia                  | 1958 i 1980 |
| Maurice Wilkins        | Fizjologia lub Medycyna | 1962        |
| Nevill Francis Mott    | Fizyka                  | 1977        |
| Abdus Salam            | Fizyka                  | 1979        |
| Allan McLeod Cormack   | Fizjologia lub Medycyna | 1979        |
| Eric Maskin            | Ekonomia                | 2007        |

## Architektura i ważniejsze budynki

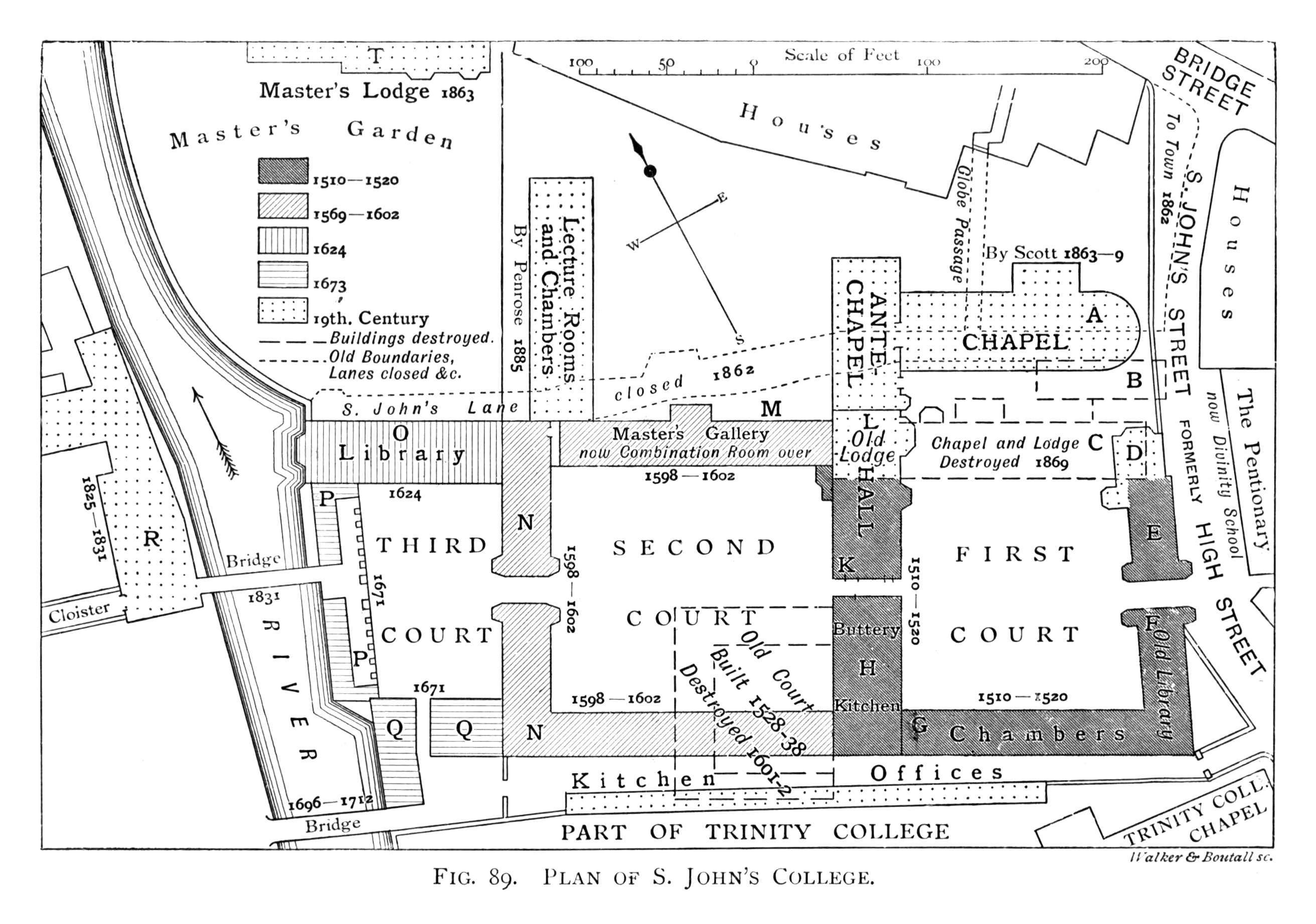
Plan Kolegium z roku 1897

Na główny kompleks budynków St John’s College składają się trzy dziedzińce oraz Kaplica. Bramy pomiędzy dziedzińcami oraz brama główna (Wielka Brama) ułożone są w jednej linii, dzięki czemu stworzono amfiladę.

### First Court (Pierwszy Dziedziniec)

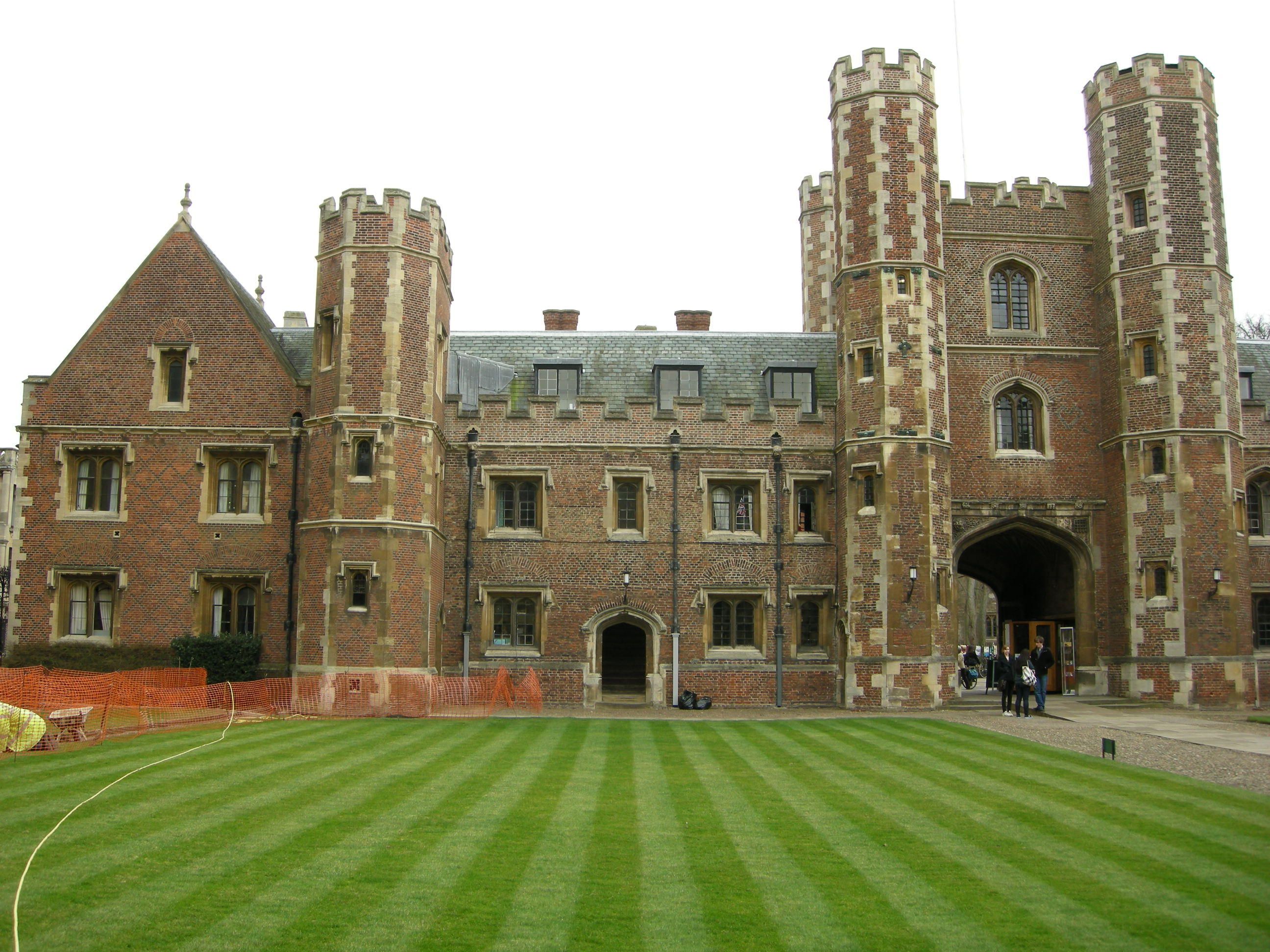
Pierwszy Dziedziniec wraz z Wielką Bramą

Jest to najstarsza część St John’s College wybudowana w latach 1511–1520. Północną stronę Dziedzińca zajmuje kaplica, wybudowana w roku 1868. W zachodniej części Dziedzińca, od strony kaplicy znajduje się refektarz (Hall). Nad zachodnią bramą, prowadzącą do Drugiego Dziedzińca, znajduje się posąg fundatorki Kolegium, Małgorzaty Beaufort z roku 1674. Szpiczaste okna wschodniej części Dziedzińca należały pierwotnie do pierwszej biblioteki Kolegium.
Wielka Brama (Great Gate), prowadząca do kompleksu budynków Kolegium, ukończona została w roku 1516. Każdy z jej rogów zajmuje ośmiokątna wieża. Nad otworem wejściowym znajduje się płaskorzeźba przedstawiająca herb fundatorki. Powyżej umieszczono w niszy posąg św. Jana Ewangelisty. Wrota bramy pochodzą z roku 1665.

### Second Court (Drugi Dziedziniec)

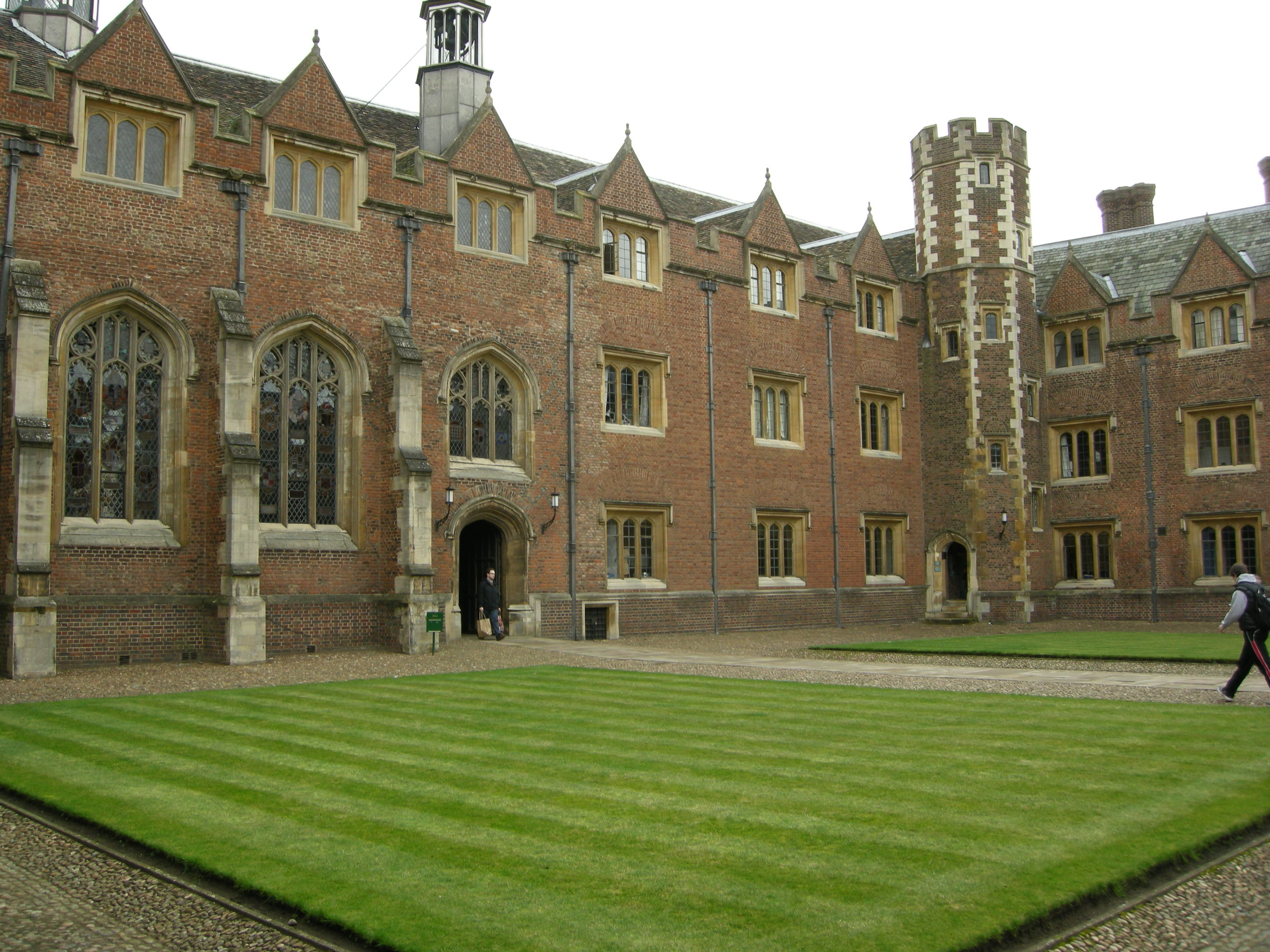
Drugi Dziedziniec

Dziedziniec ten wybudowano w pierwszych latach XVII wieku. Znajdująca się w zachodniej części Dziedzińca Brama Shrewsbury została tak nazwana na cześć jego głównej fundatorki – Mary Talbot, hrabiny Shrewsbury. Bramę zdobi herb i posąg hrabiny z roku 1671. W drugiej połowie XVIII w. i w XIX w. na szczycie bramy działało obserwatorium astronomiczne.

### Third Court (Trzeci Dziedziniec)

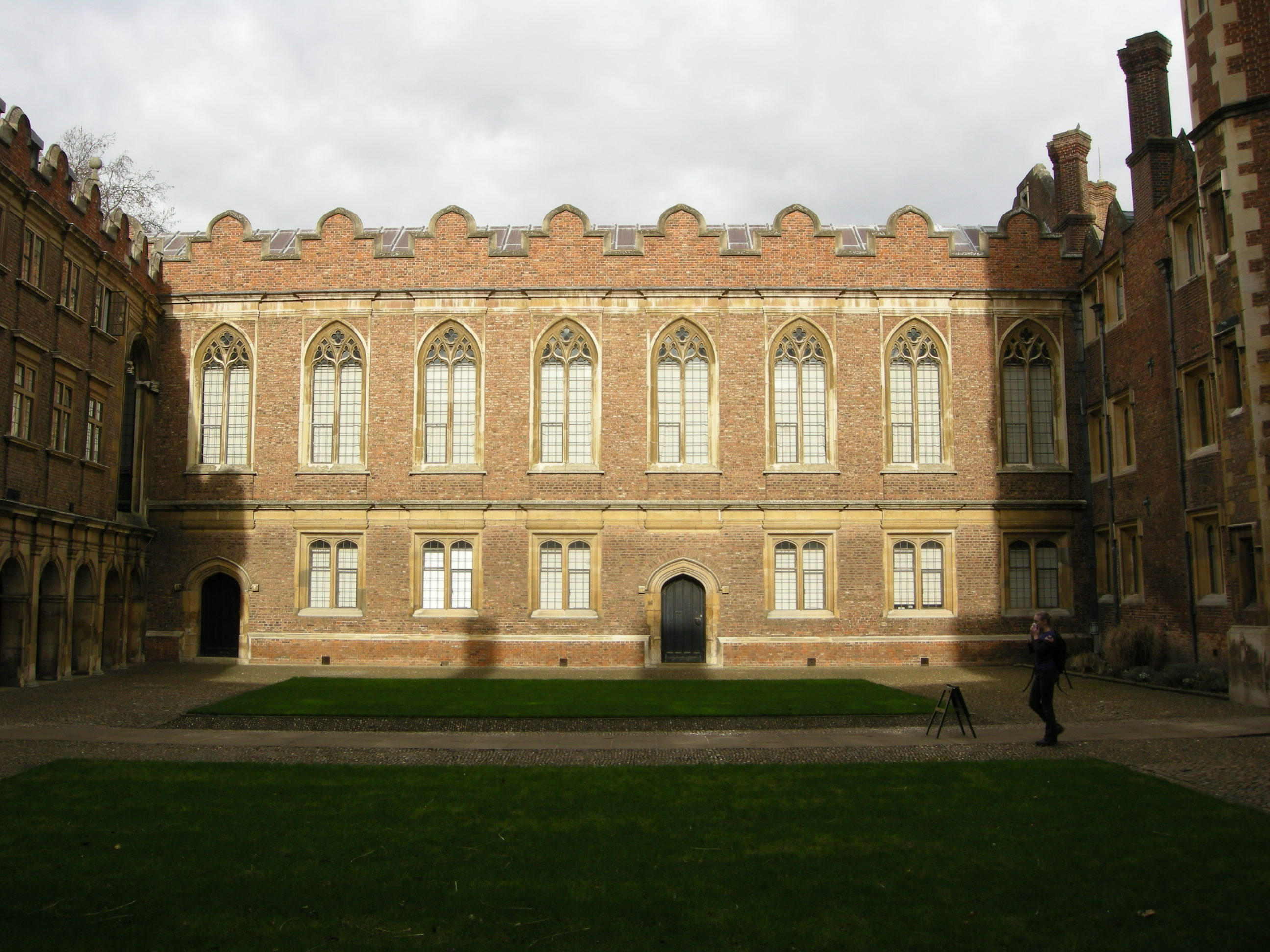
Trzeci Dziedziniec

Dziedziniec ten wybudowano w dwóch etapach: część północną, która do lat 90. XX wieku pełniła rolę głównej biblioteki Kolegium (stąd nazywana jest obecnie Starą Biblioteką, Old Library) wzniesiono w roku 1624, części zachodnią i południową – w latach 1669–1672. Fundatorem biblioteki był John Williams, biskup Lincoln. Spełniając jego życzenie, gmach biblioteki zaprojektowano w stylu neogotyckim. Nad wielkim oknem wychodzącym na stronę rzeki znajdują się inicjały upamiętniające Williamsa: ILCS (łac. Iohannes Lincolniensis Custos Sigilli, pl. Jan z Lincoln, Strażnik Pieczęci).

### New Court (Nowy Dziedziniec)

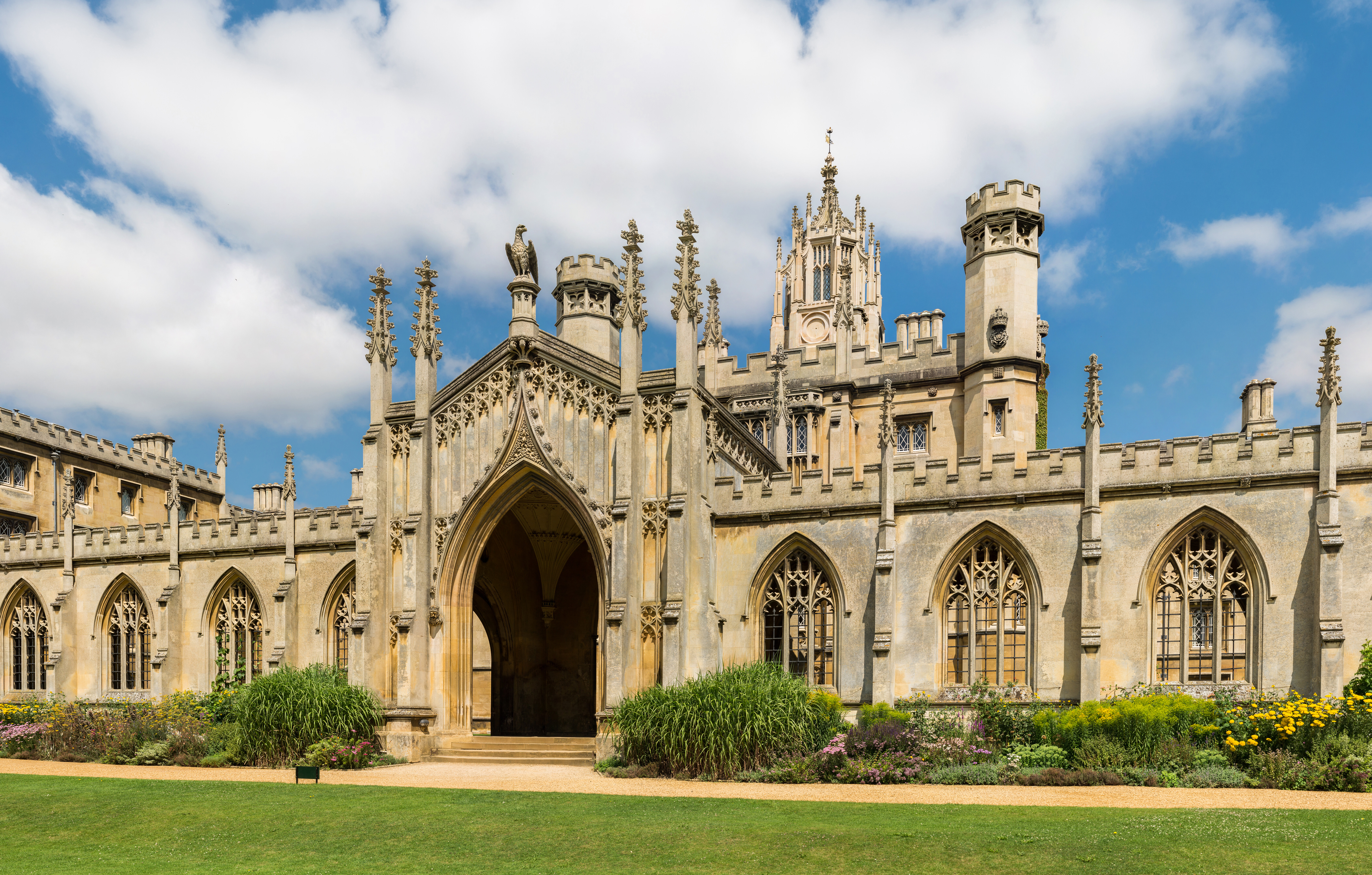
Nowy Dziedziniec

Nowy Dziedziniec, położony po drugiej stronie rzeki Cam w stosunku do reszty kompleksu, został zaprojektowany we wczesnym stylu neogotyckim przez Thomasa Rickmana i Henry’ego Hutchinsona. Wybudowano go w roku 1831. Był to pierwszy ważny budynek wzniesiony przez kolegium Uniwersytetu Cambridge po zachodniej stronie rzeki .

### Chapel (Kaplica)

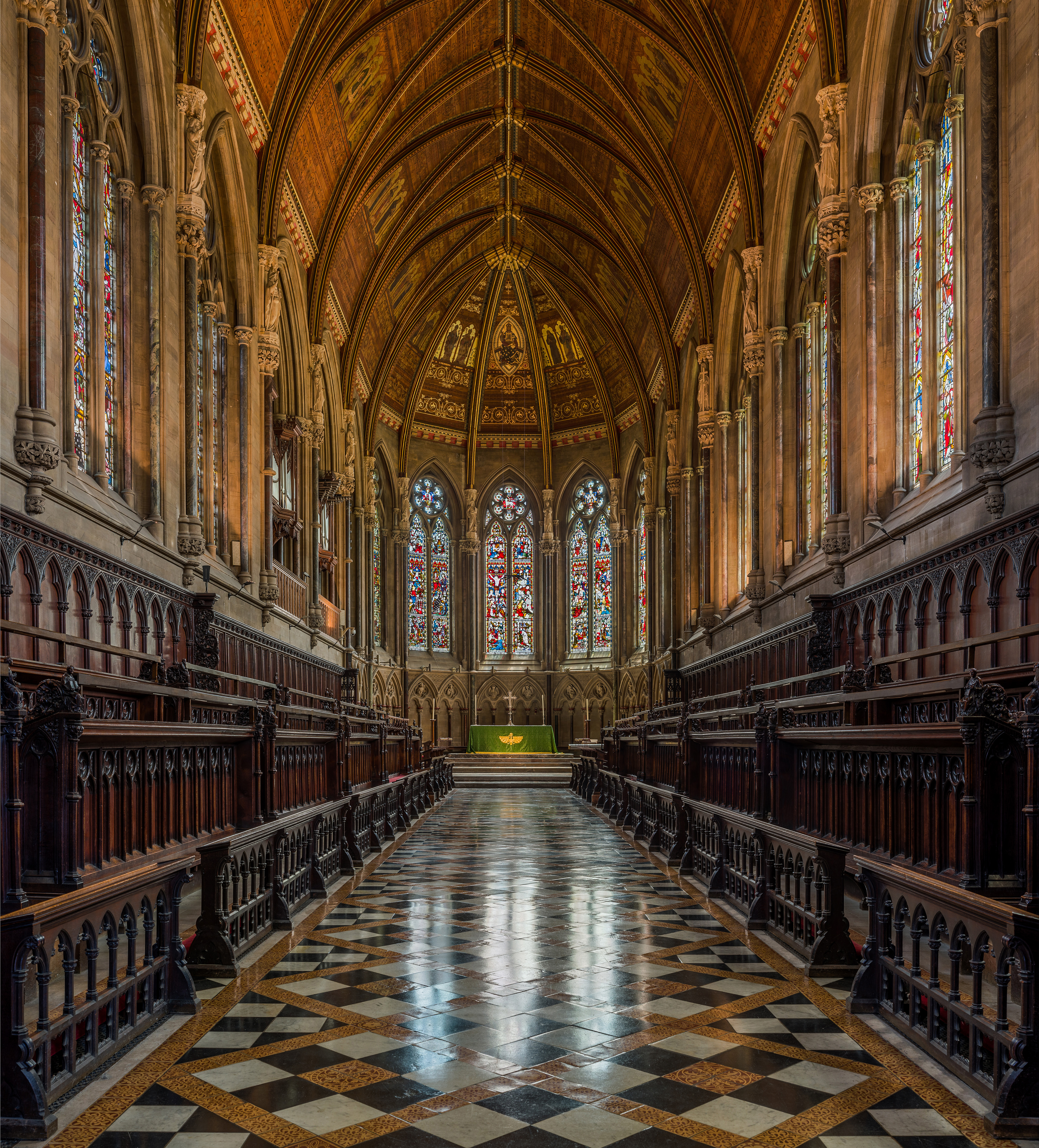
Wnętrze Kaplicy St John’s College

Architektem, który zaprojektował Kaplicę był George Gilbert Scott. Jego inspiracją była paryska Sainte-Chapelle . Wybudowanie kaplicy wymagało wyburzenia starej kaplicy wzniesionej nieco bardziej na południe, co zaburzyło proporcje Pierwszego Dziedzińca.
Sufit budynku zdobią malowidła w stylu wiktoriańskim, wyobrażające postaci znaczących chrześcijan z poszczególnych stuleci. Na południowej ścianie przedsionka zawieszono obraz Antona Mengsa z około 1777 roku, Zdjęcie z Krzyża. W północnym transepcie kaplicy znajduje się grobowiec zmarłego w roku 1522 Hugh Ashtona, jednego z pierwszych członków Kolegium. Ozdobiony jest dwiema podobiznami zmarłego: na górze jest on przestawiony jako odziany w szaty akademickie i na dole – jako gnijące zwłoki. Na balustradzie otaczającej grób umieszczono symbol będący rebusem kryjącym nazwisko zmarłego: jesion (ang. ash) wyrastający z beczki (tun) .
Pochodzące z XIX wieku witraże w oknach kaplicy przedstawiają sceny z Ewangelii oraz legendarne sceny z życia św. Jana Ewangelisty (postać św. Jana przedstawiana jest zawsze w głębokich odcieniach czerwieni i zieleni). Witraż wielkiego okna w przedsionku ilustruje Sąd Ostateczny.

### Bridge of Sighs (Most Westchnień)

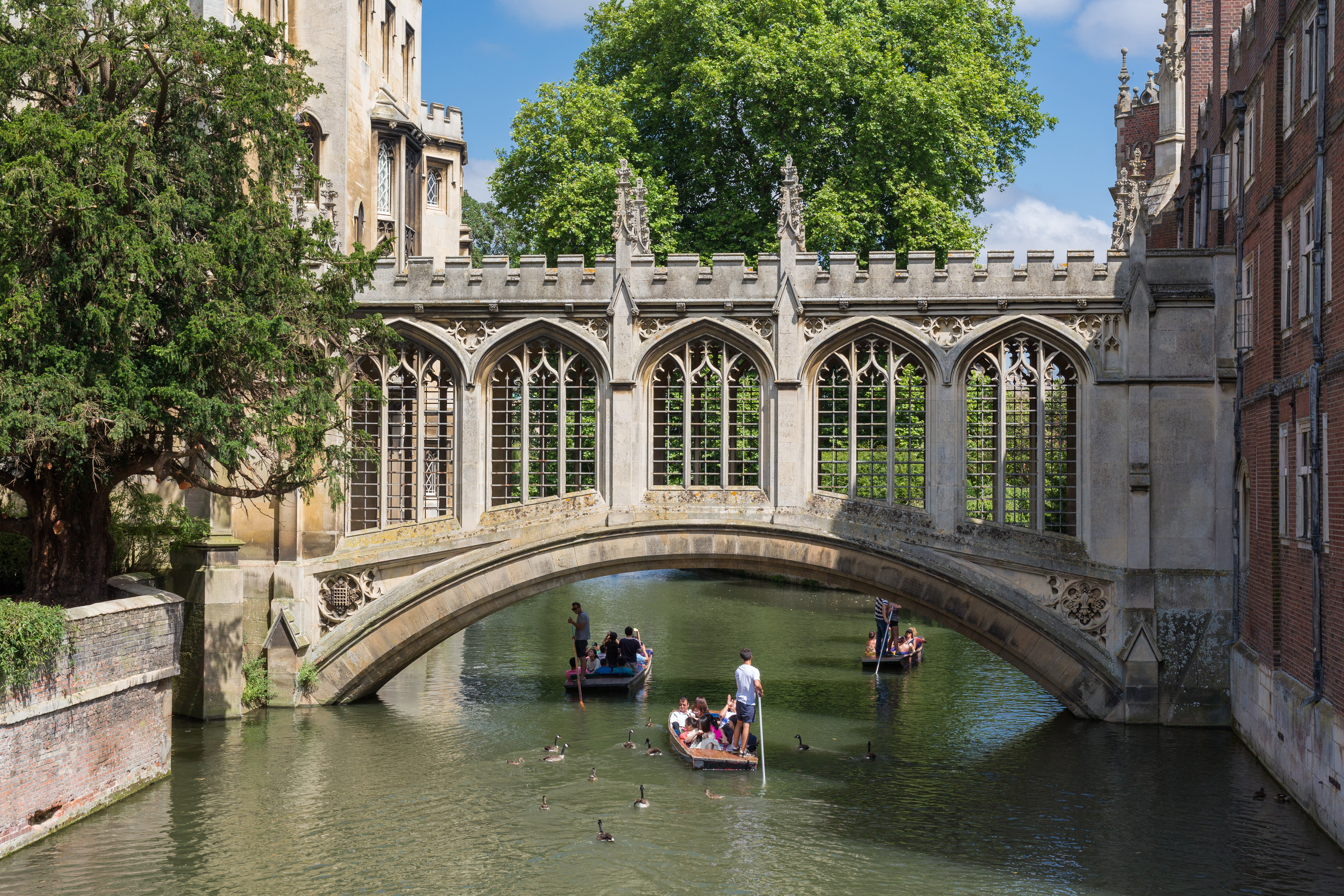
Most Westchnień, widok z Mostu Kuchennego

Most przerzucony nad rzeką Cam stanowi połączenie między Trzecim Dziedzińcem a Nowym Dziedzińcem i został wybudowany w tym samym czasie, co ten ostatni – w roku 1831. Choć nazwa mostu nawiązuje do słynnego mostu w Wenecji, jedyne co łączy obydwie budowle to fakt, że są kryte.
Na południe od Mostu Westchnień znajduje się drugi most Kolegium – Most Kuchenny (Kitchen Bridge).